# Beach Soccer Intercontinental Cup 2011
La Beach Soccer Intercontinental Cup 2011 è stata la prima edizione del nuovo torneo, Beach Soccer Intercontinental Cup. Si è svolto presso la spiaggia di Jumeirah a Dubai, negli Emirati Arabi Uniti dal 22 al 26 novembre 2011. Otto squadre hanno partecipato alla competizione.

## Squadre partecipanti
| Squadra             | Confederazione | Risultati                                         | Partecipazione |
| ------------------- | -------------- | ------------------------------------------------- | -------------- |
| Emirati Arabi Uniti | AFC            | Ospitante                                         | 1ª             |
| Russia              | UEFA           | Campione Campionato mondiale di beach soccer 2011 | 1ª             |
| Messico             | CONCACAF       | Campione CONCACAF Beach Soccer Championship 2011  | 1ª             |
| Brasile             | CONMEBOL       | Campione CONMEBOL Beach Soccer Championship 2011  | 1ª             |
| Oman                | AFC            | Seconda AFC Beach Soccer Championship 2011        | 1ª             |
| Nigeria             | CAF            | Seconda Africa Beach Soccer Cup of Nations        | 1ª             |
| Svizzera            | UEFA           | Seconda Euro Beach Soccer League 2011             | 1ª             |
| Tahiti              | OFC            | Campione OFC Beach Soccer Championship 2011       | 1ª             |

## Fase a gironi

### Gruppo A
| Team                | G | V | V+ | P | GF | GS | +/- | P |
| ------------------- | - | - | -- | - | -- | -- | --- | - |
| Russia              | 3 | 3 | 0  | 0 | 22 | 5  | +17 | 9 |
| Emirati Arabi Uniti | 3 | 2 | 0  | 1 | 9  | 11 | −2  | 6 |
| Nigeria             | 3 | 1 | 0  | 2 | 9  | 12 | −3  | 3 |
| Tahiti              | 3 | 0 | 0  | 3 | 7  | 19 | −12 | 0 |

| Squadra 1           | Risultato | Squadra 2           |
| ------------------- | --------- | ------------------- |
| Russia              | 8-1       | Nigeria             |
| Emirati Arabi Uniti | 6-2       | Tahiti              |
| Russia              | 7-4       | Tahiti              |
| Emirati Arabi Uniti | 3-2       | Nigeria             |
| Nigeria             | 6-1       | Tahiti              |
| Russia              | 7-0       | Emirati Arabi Uniti |

### Gruppo B
| Team     | G | V | V+ | P | GF | GS | +/- | P |
| -------- | - | - | -- | - | -- | -- | --- | - |
| Brasile  | 3 | 2 | 1  | 0 | 14 | 8  | +6  | 8 |
| Svizzera | 3 | 2 | 0  | 1 | 16 | 9  | +7  | 6 |
| Messico  | 3 | 1 | 0  | 2 | 8  | 11 | −3  | 3 |
| Oman     | 3 | 0 | 0  | 3 | 6  | 16 | −10 | 0 |

| Squadra 1 | Risultato     | Squadra 2 |
| --------- | ------------- | --------- |
| Svizzera  | 4-3           | Messico   |
| Brasile   | 5-2           | Oman      |
| Svizzera  | 8-2           | Oman      |
| Brasile   | 5-2           | Messico   |
| Messico   | 3-2           | Oman      |
| Brasile   | 4-4 (2-1 dcr) | Svizzera  |

## Finali

### Semifinali
| Squadra 1 | Risultato     | Squadra 2           |
| --------- | ------------- | ------------------- |
| Russia    | 4-4 (2-1 dcr) | Svizzera            |
| Brasile   | 2-0           | Emirati Arabi Uniti |

### Finale 3º-4º posto
| Squadra 1 | Risultato     | Squadra 2           |
| --------- | ------------- | ------------------- |
| Svizzera  | 4-4 (1-0 dcr) | Emirati Arabi Uniti |

### Finale
| Squadra 1 | Risultato | Squadra 2 |
| --------- | --------- | --------- |
| Russia    | 5-4 dts   | Brasile   |

## Classifica Finale
| Pos | Team                |
| --- | ------------------- |
| 1   | Russia              |
| 2   | Brasile             |
| 3   | Svizzera            |
| 4   | Emirati Arabi Uniti |
| 5   | Nigeria             |
| 6   | Messico             |
| 7   | Oman                |
| 8   | Tahiti              |